# سلول (فیلم ۲۰۱۶)
تلفن همراه (به انگلیسی: Cell) فیلمی در ژانر علمی تخیلی ترسناک محصول سال ۲۰۱۶ و به کارگردانی تاد ویلیامز است که فیلم‌نامه این فیلم توسط استیون کینگ و آدام الکا بر اساس رمانی به همین نام محصول سال ۲۰۰۶ اثر استیون کینگ به رشته تحریر درآمده است. در این فیلم بازیگرانی همچون جان کیوسک، ساموئل ال. جکسون، ایزابل فورمن، اوون تیج، کلارک سارلو، آنتونی رینولدز، استیسی کیچ، ویلبر فیتزجرالد، الکس تر اوست، تینسل کری و لوید کافمن ایفای نقش کرده‌اند.

## خلاصه داستان
زمانی که یک سیگنال مرموز تلفن همراه باعث ایجاد هرج و مرج آخرالزمانی می‌شود، یک هنرمند تصمیم می‌گیرد به نیو انگلند رفته و پسرش را پیدا کند…